# Хан аль-Халили

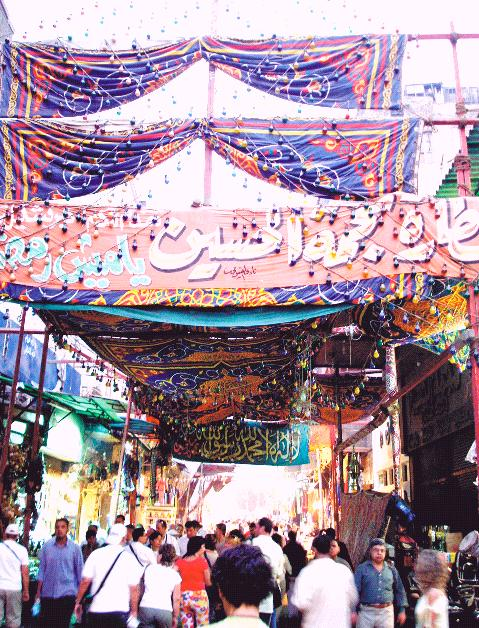
Хан аль-Халили

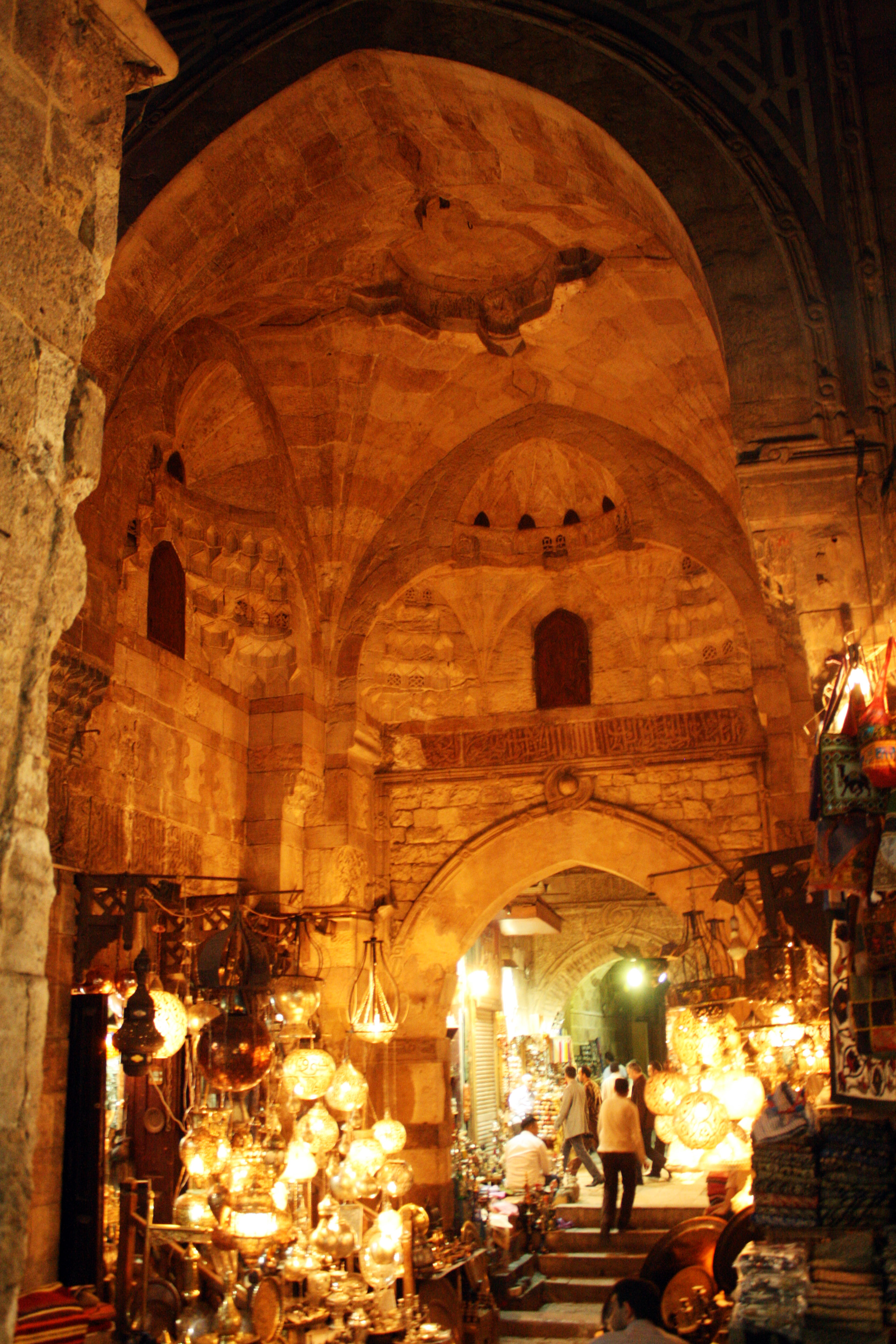
Хан аль-Халили ночью

Хан аль-Халили (араб. خان الخليلي‎, по правилам литературного арабского языка произносится «хану ль халили») — рынок в старой части города Каир.
Он расположен западнее Мечети Аль-Хуссейн и считается самым большим рынком Африки.
В 14 веке, во время первого правления султана Баркука его эмир Джаркас аль-Халили, который был родом из Хеврона (араб. الخليل‎, Аль-Халиль), разрушил находящийся там мавзолей и кладбище и возводил на его месте Караван-сарай (осман. خان ‎, хан).
В рынке находится множество переулков, магазинчиков и кафе, где можно попить чая и курить шишу.
В апреле 2005 и феврале 2009 года рынок становился объектом нападения террористов. Погибло несколько человек.

## В литературе
Действие романа «Улица Миддак» египетского писателя Нагиб Махфуз происходит в Хан аль-Халили.